# RK Celje
Rokometni klub Celje – słoweński męski klub piłki ręcznej z Celje. Wielokrotny mistrz Słowenii i zdobywca Pucharu Słowenii, wielokrotny uczestnik Ligi Mistrzów i zwycięzca tych rozgrywek w sezonie 2003/2004. W 1989 jego sponsorem został browar Laško, stąd też drużyna występuje pod nazwą Celje Pivovarna Laško.
Klub powstał w 1946. W latach 1968–1971, 1977–1979 i w sezonie 1983/1984 występował w jugosłowiańskiej ekstraklasie. W 1976, 1978 i 1980 dotarł do finału Pucharu Jugosławii. Zawodnikiem RK Celje był w tym okresie m.in. Vlado Bojovič, który wraz z reprezentacją Jugosławii wystąpił na igrzyskach olimpijskich w Montrealu (1976). Po utworzeniu w 1991 Słowenii, drużyna z Celje zdominowała rozgrywki słoweńskiej ekstraklasy i Pucharu Słowenii. W 2016 klub przystąpił do gry w Lidze SEHA. W debiutanckim sezonie 2016/2017 zajął w niej 5. miejsce (11 zwycięstw, siedem porażek), tracąc jeden punkt do czwartej pozycji, uprawniającej do gry w Final Four.
W latach 1996–2001 klub pięć razy z rzędu dotarł do półfinału Ligi Mistrzów. W sezonie 2003/2004 wygrał te rozgrywki, pokonując w finałowym dwumeczu, rozegranym 18 kwietnia i 24 kwietnia 2004, niemiecki SG Flensburg-Handewitt (34:28; 28:30). Czołowymi zawodnikami RK Celje byli wtedy: Siarhiej Rutenka (86 bramek), Eduard Kokszarow (74 bramki) i Renato Vugrinec (74 bramki), którzy zajęli trzy pierwsze miejsca w klasyfikacji najlepszych strzelców LM; w zespole grał jeszcze wówczas m.in. Uroš Zorman. W listopadzie 2004 klub wywalczył Champions Trophy (Superpuchar Europy), pokonując w półfinale Ciudad Real (35:31), a w finale THW Kiel (30:29).
Kiedy w 2017 reprezentacja Słowenii wywalczyła swój pierwszy medal mistrzostw świata (podczas turnieju we Francji), sześciu z 18 zawodników słoweńskiej kadry było graczami RK Celje. Byli to: Blaž Janc, Tilen Kodrin, Urban Lesjak, Borut Mačkovšek, Vid Poteko i Miha Zarabec.

## Sukcesy
Krajowe
- Mistrzostwo Słowenii (22 razy): 1992, 1993, 1994, 1995, 1996, 1997, 1998, 1999, 2000, 2001, 2003, 2004, 2005, 2006, 2007, 2008, 2010, 2014, 2015, 2016[2], 2017, 2018
- Puchar Słowenii (21 razy): 1992, 1993, 1994, 1995, 1996, 1997, 1998, 1999, 2000, 2001, 2004, 2006, 2007, 2010, 2012, 2013, 2014, 2015, 2016[2], 2017, 2018
- Superpuchar Słowenii (5 razy): 2007, 2010, 2014, 2015, 2016

Międzynarodowe
- Liga Mistrzów: 2003/2004[6]
- Champions Trophy: 2004[6]

## Kadra w sezonie 2017/2018
Opracowano na podstawie materiału źródłowego.
| Bramkarze - 1. Urban Lesjak - 66. Gašper Dobaj Rozgrywający - 2. Branko Vujović - 5. Jaka Malus - 14. Matic Grošelj - 20. Luka Mitrović - 34. Domen Makuc - 44. Daniel Dujshebaev - 51. Borut Mačkovšek - 55. Žiga Mlakar | Skrzydłowi - 3. Jan Jurečič - 9. David Razgor - 11. Gal Marguč - 25. Tilen Kodrin Obrotowi - 10. Matic Suholežnik - 39. Igor Anic - 80. Kristian Bećiri |